# Boba–Bajánsenye-vasútvonal
A GYSEV 25. számú Boba–Bajánsenye-vasútvonala egyvágányú, villamosított nemzetközi vasúti fővonal a Nyugat- és Közép-Dunántúlon, amely a szlovén államhatárt köti össze a Székesfehérvár–Szombathely-vasútvonallal. A Zalalövő–Bajánsenye szakasz Őrségi vasút néven is ismert. A vonal Magyarország egyetlen vasúti kapcsolata Szlovénia felé, 2010. május 18. óta villamosított. Kezdő- és végpontja is Vas vármegyében található, de érinti Zala és Veszprém megyék területét is (Zalában a megyeszékhelyt is).

## Megépítésének története
A vonalat nem egyszerre, hanem több részben építették ki.

### Boba és Ukk között

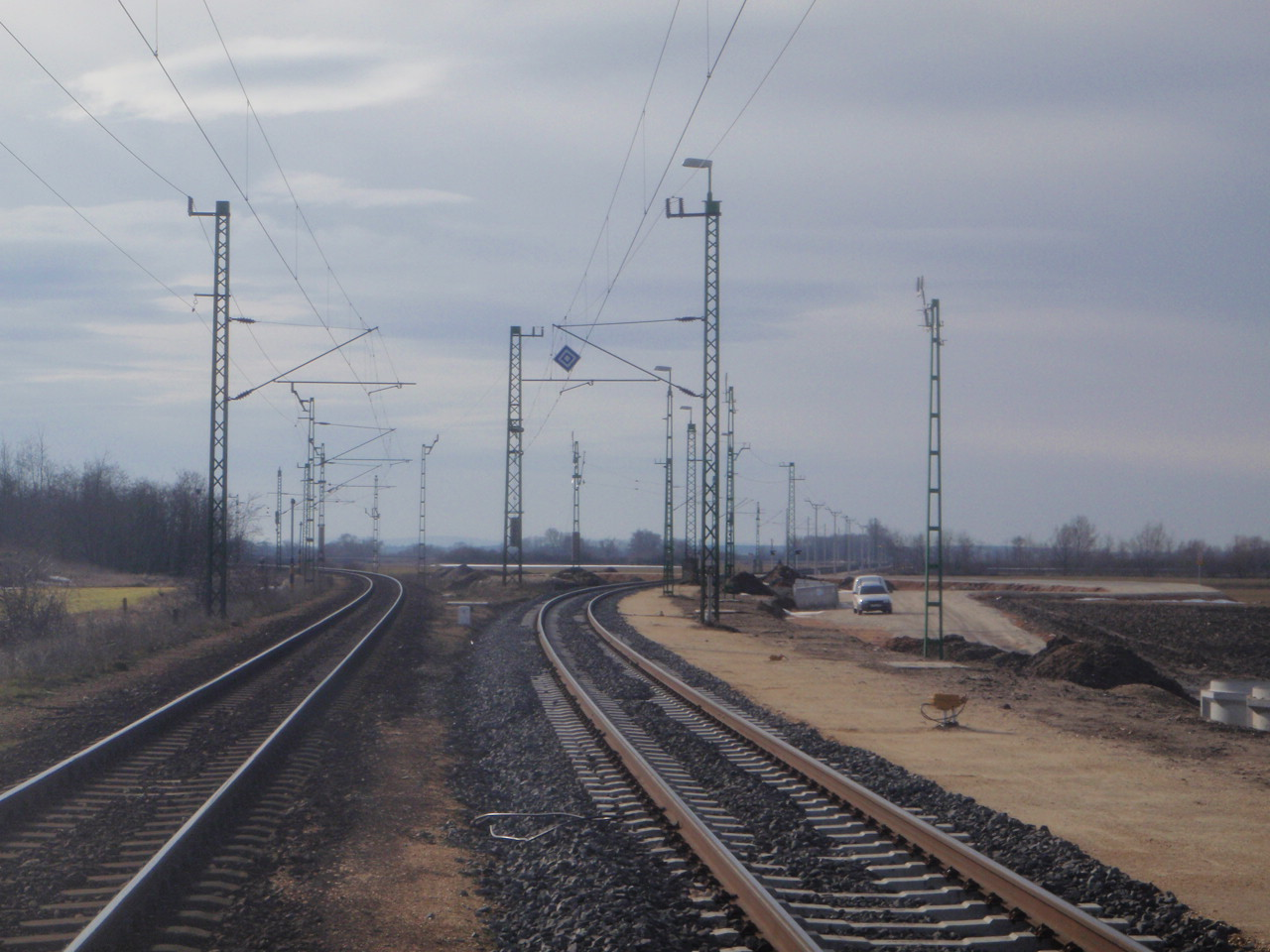
Kertai elágazás: jobbra a 25. számú vasútvonal Zalaegerszeg felé, balra a 20. számú vasútvonal Székesfehérvár felé

A mai vasútvonal első szakaszát, Boba és Ukk között a Dunántúli HÉV társaság építette, átadására 1889. január 13-án került sor.(Ez a Boba–Tapolca-vasútvonal Boba és Sümeg között elkészült szakaszának a része volt.)

### Ukk és Zalaegerszeg között
A társaság az ukki állomásától kiágazva kezdte meg a Zalaegerszegen át Csáktornyáig tartó vasútvonal építését. A vonalat 1890. október 12-én adták át a forgalomnak. A vonal Zalaszentiván mellett keresztezte a Szombathely–Nagykanizsa-vasútvonalat, de közös állomásuk nem volt, ezért a vonal átadásával egy időben adták át a két szakaszt összekötő kb. 1 km-es vonalat.

### Zalaegerszeg és Zalalövő között
Az első tervek már 1889-ben megszülettek egy Körmend–Zalalövő–Zalaegerszegen át Rédicsig tervezett helyi érdekű vasútról. A megye a kérelmet ekkor elutasította, de kilátásba helyezte, hogy egy esetleges későbbi időpontban támogatni fogja a vasutat.
A vasútépítésről szóló tervek csaknem egy évtized múlva kerültek újra napirendre. 1898. november 19-én kapott előmunkálati engedélyt Barthalos István a Körmend–Zalalövő–Zalaegerszeg-vonalra.
Ezt követően megkezdődött a 24,6 km hosszú Zalalövő–Zalaegerszeg-vonal építése is. Barthalos István benyújtotta kérelmét, amit a megye 1907. május 13-i közgyűlése törzsrészvények ellenében, kilométerenként 6 000 koronát számítva elfogadta. Kikötésnek megjelölte, hogy a két vonalon közlekedő vonatok számára Zalalövő állomáson csatlakozást kell biztosítania a vasúttársaságnak. A megye továbbá felhívta az érintett települések figyelmét, hogy erejükhöz mérten anyagilag is támogassák a vasútvonal építését, illetve, hogy ne takarékoskodjanak ezen a beruházáson, mert ha ezáltal nem lesz vasútállomásuk, gazdasági érdekeiket sem tudják a későbbiekben érvényre juttatni.
A Zalaegerszeg–Zalalövő-vonal néhány éven belül elkészült, és 1913. október 8-án reggel 8 óra 45 perces indulással végiggördült rajta az első szerelvény is.
A vonalszakasz a Zala völgyében futott, legjelentősebb műtárgya a folyó felett húzódó, vasszerkezetű, falazott pilléreken álló, 30 méter hosszú híd volt, Andráshidától nyugatra.
2023. december 10-től a vonalszakaszon feltételes megállási rendet vezettek be Zalaegerszeg-Ola, Bagod, Zalaszentgyörgy, Budafa és Zalapatakalja megállóhelyeken.

### Zalalövő és Bajánsenye között

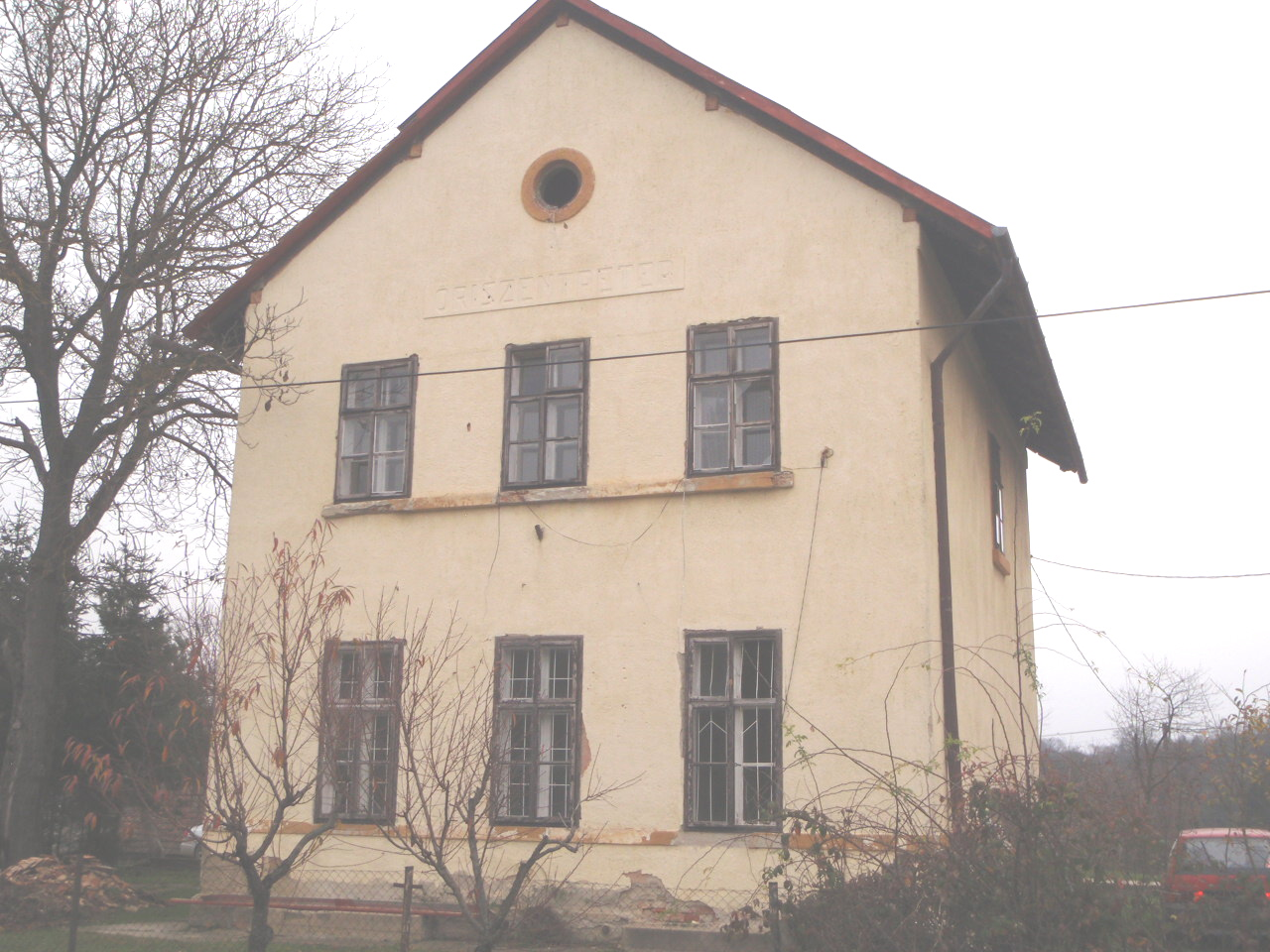
Őriszentpéter egykori vasútállomása

1898. november 19-én a Zalalövő–Zalaegerszeg szakasz mellett Barthalos István előmunkálati engedélyt kapott a Körmend–Zalalövő, és a Zalalövőtől Őriszentpéteren és Muraszombaton át Radgona felé húzódó, az akkori országhatárig vezető, gőzvontatású helyi érdekű vasútvonalak megépítésére is.
Elsőként a Körmend-Zalalövő-Muraszombat-vonal megvalósítását vették tervbe. A Körmendtől épített, Zalalövőn át Salig (ma Šalovci, Szlovénia) tartó 48,7 km hosszú szakaszt 1906. december 24-én; a Saltól kezdődő 26,0 km hosszú folytatást Muraszombatig 1907. április 26-án nyitották meg. A viszonylag sok műtárggyal épült vasút legjelentősebb hídjai a Rába, Pinka, Zala és a Lendva-patak felett épültek.
2023. december 10-től a vonalszakaszon feltételes megállási rendet vezettek be Felsőjánosfa, Pankasz, Nagyrákos és Bajánsenye megállóhelyeken.
2025. július 1-jétől az üzemeltetést a GYSEV vette át.

## Zalaszentiván vasútállomásának átépítése 1967-1968 között
Zalaegerszeg vasúti kapcsolatának javítása érdekében a Szombathely–Nagykanizsa, illetve Zalaegerszeg–Boba–Székesfehérvár vasútvonalak összekapcsolását és azonos nyomvonalra történő helyezését határozták el. A MÁV 1967-1968 között nyomvonal-korrekcióval együtt Zalaszentivánon közös csomóponti állomást épített a dombvidéki terepen addig egymást a zalaszentiváni Hóvirág utcánál külön szintben keresztező és egymást egyébként elkerülő 17-es és 25-ös számú vasútvonalon. (Előbbi Zalaszentivánt Pethőhenye érintésével délről, utóbbi pedig Kisfaludpusztán és Alibánfán át északról kerülte el.) A felüljáró alatt a szombathelyi irány változatlan maradt, a felüljáró pillérjei és a Zalaszentivánt elkerülő elbontott nyomvonal egyes műtárgyai állnak még. Az átépítés keretében 1967-ben felépült Zalaszentiván új csomóponti vasútállomása. A korábban egymást külön szinten keresztező, majd ~3 km-re szinte párhuzamosan futó vonalak helyett az új állomáson fonódtak össze, majd ágazott szét a négy irány. Az új állomást 1968. október 1-jén avatták fel ünnepélyes keretek között.

## Megszüntetés és újjáépítés
1968-1969 között korszerűsítették a vonalat hézagmentes 48 kg-os sínekkel, betonaljakkal. Több nyomvonal-korrekció történt, a legjelentősebb Türje és Zalabér között. A vasútvonal 4 km hosszban új, rövidebb nyomvonalat kapott. A két szomszédos állomást megszüntették és összevonták Zalabér-Batyk néven. Ide kötötték be a Zalabéren becsatlakozó sárvári vasútvonalat és az addig Türjén becsatlakozó Zalabér-Batyk–Zalaszentgrót-vasútvonalat is. Türjén új megállóhely létesült az egykori állomástól északkeletre.
Az 1968-as közlekedéspolitikai koncepció kimondta a kis forgalmú vasútvonalak bezárását, forgalmuk közútra terelését. A megszüntetendő vonalak listáján rajta volt a vonal Zalalövő–Bajánsenye közötti szakasza is, ahol 1980. október 18-án szűnt meg a forgalom. Rövidesen a pályát is elbontották. A vonal a koncepció egyik utolsó áldozata volt.

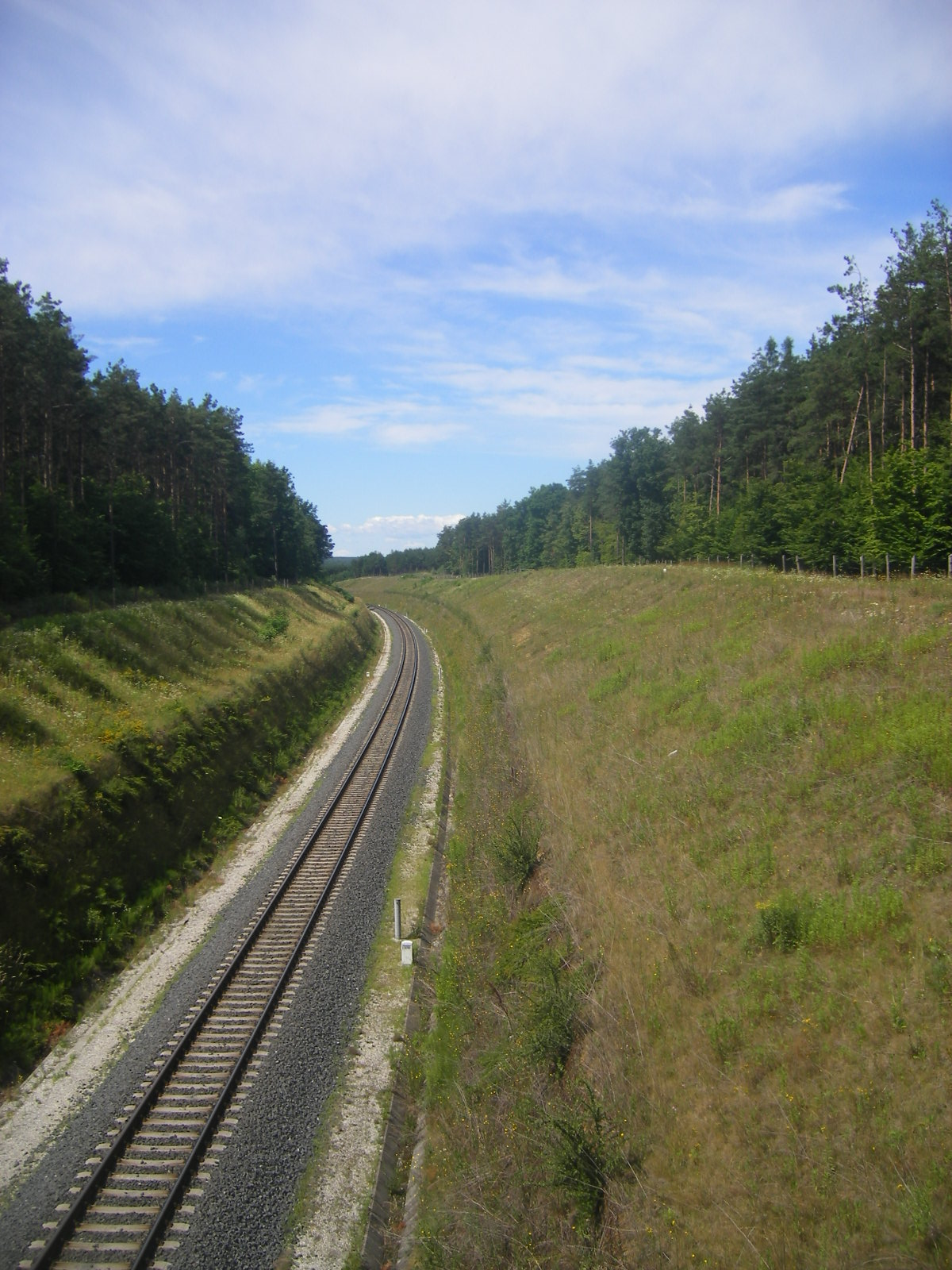
Bevágás a 2007-ben újjáépült vonalon

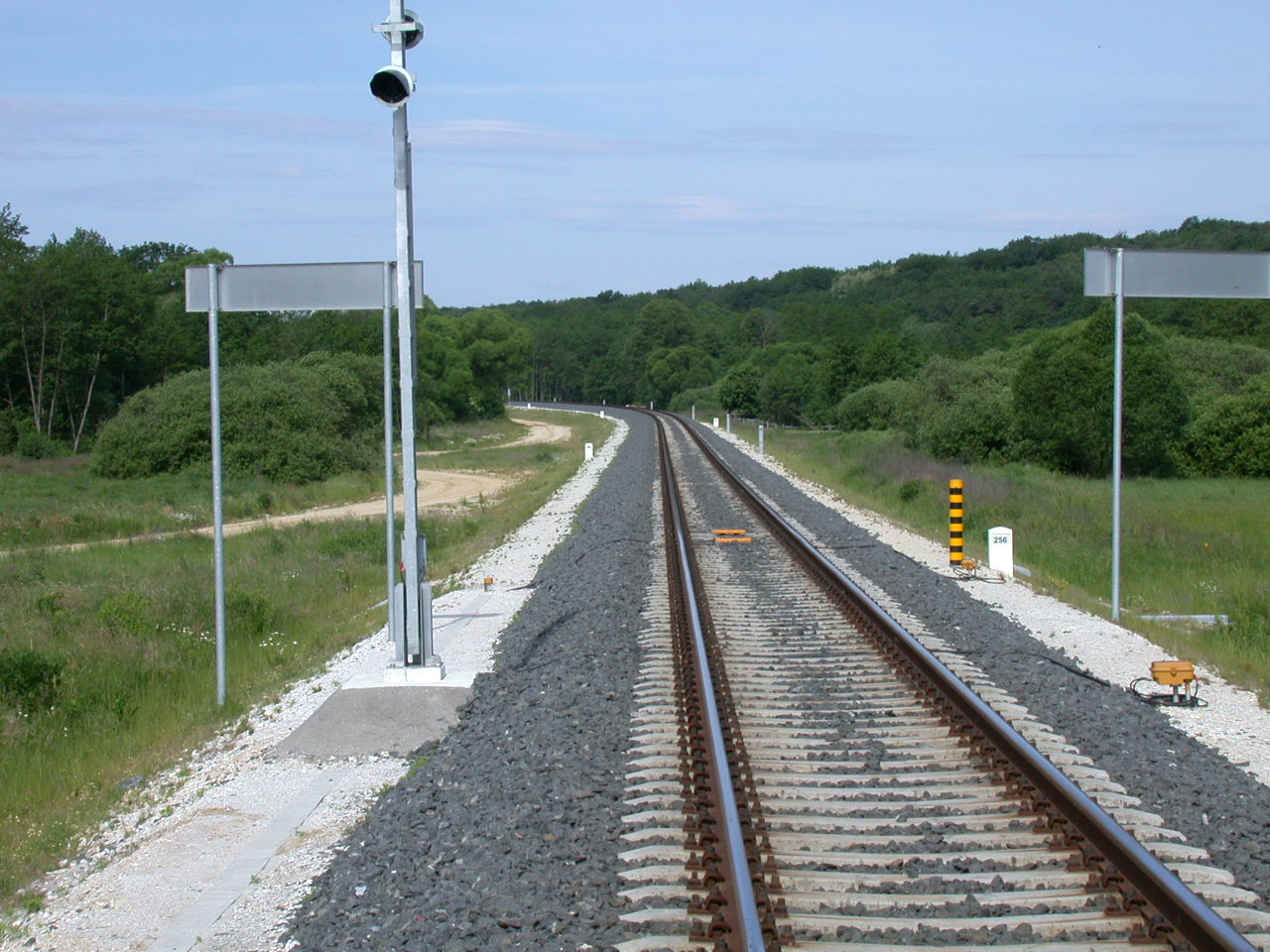
Balízok az Őrségi vasúton

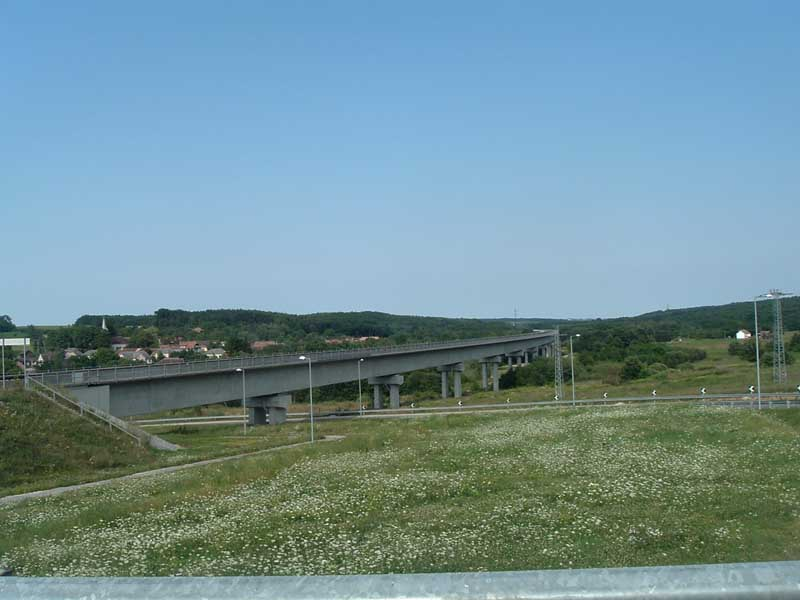
A nagyrákosi völgyhíd 2006-ban

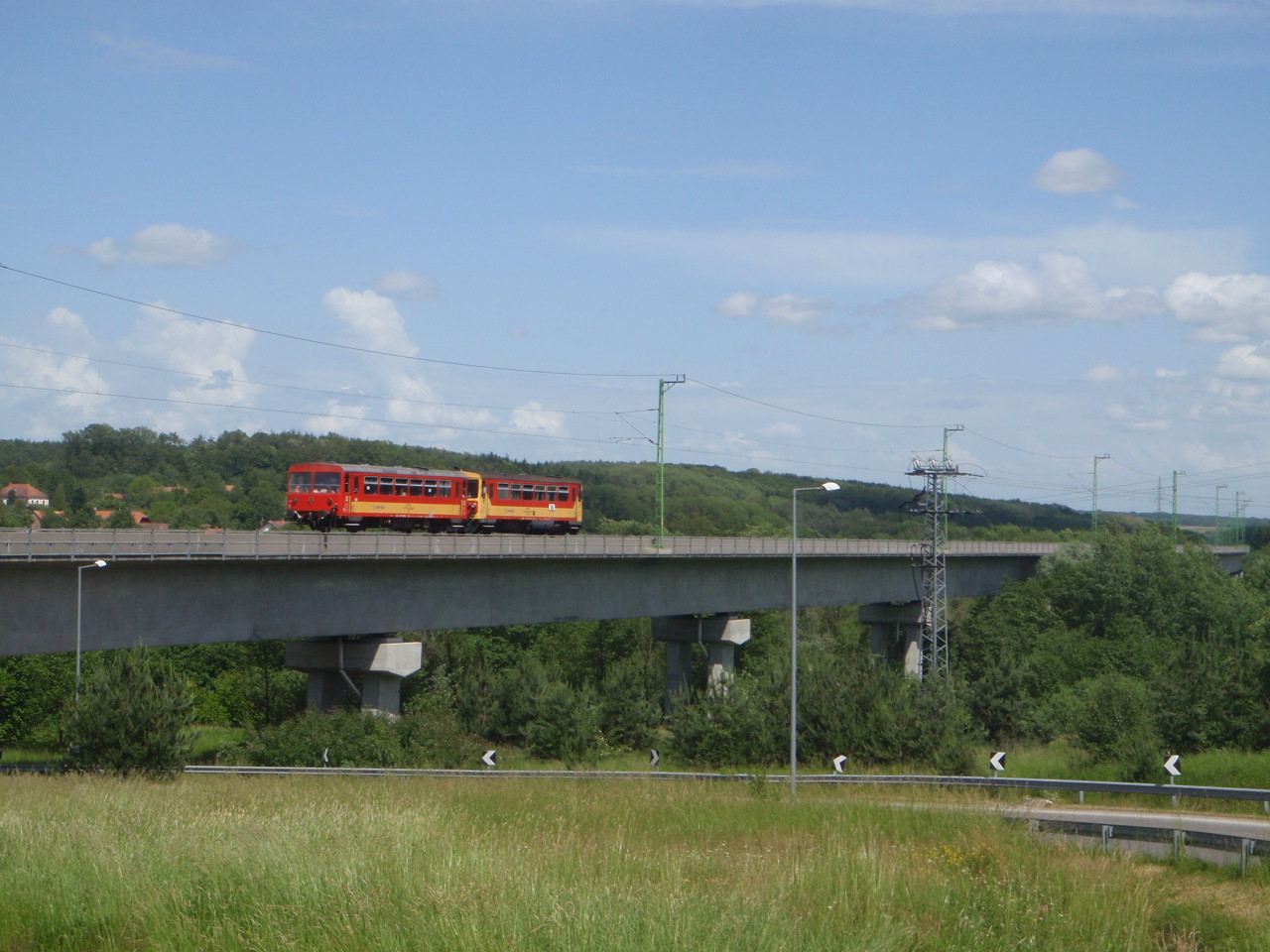
A nagyrákosi völgyhíd villamosítva (2014)

Jugoszlávia felbomlásával változott a helyzet, az önállósult Szlovéniával nem volt kapcsolata a magyar vasúthálózatnak. Döntés született az őrségi vasút újjáépítéséről. Mivel nemzetközi fővonali pályát terveztek, a régi kanyargós, helyiérdekű vasúti nyomvonal nem jöhetett szóba. A vonal 375 méter hosszú alagutat (Zsuzsanna-alagút) és 1,4 km hosszú völgyhidat (Nagyrákosi völgyhíd) is kapott az új vonalvezetéssel. A pálya vonalvezetésből adódó kiépítési sebessége 160 km/h, az engedélyezett sebesség 120 km/h. Az új vasútvonalat 1999 tavaszán kezdték el építeni és 2000 december 18-án adták át a forgalomnak dízelvontatással. Végül 2001-ben avatták fel, mert Szlovéniában késett a muravidéki oldal kialakítása.

## Átépítés
A teljes vasútvonal része az V. pán-európai vasúti folyosónak, ezért a 2000-es években megindult a meglévő szakaszok felújítása és a vonal villamosítása is. A fejlesztések célja a 120 km/h sebesség elérése és villamosítás volt.

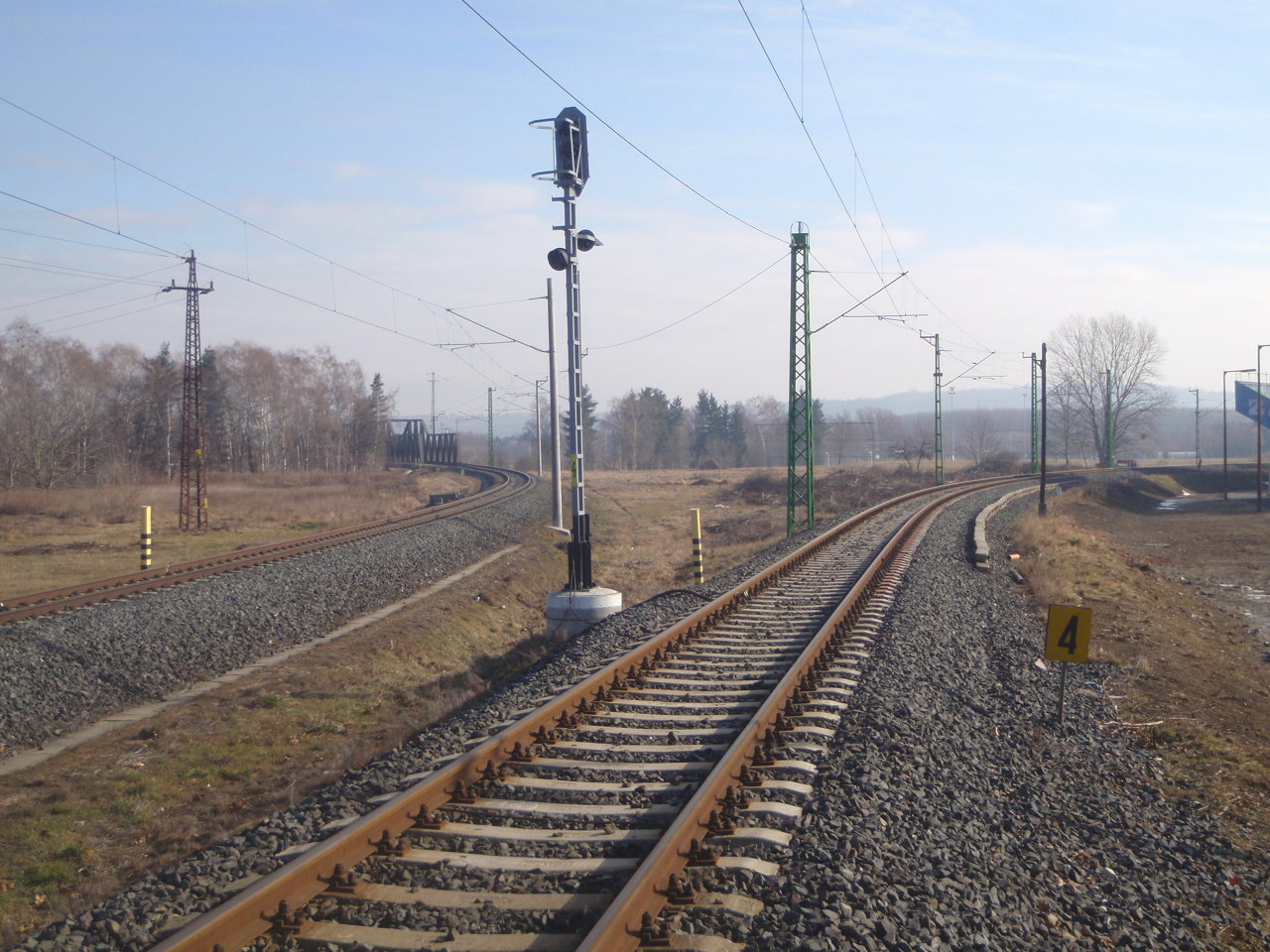
Zalaegerszeg deltavágány, balra a Zala-híd

Az újjáépítés folytatása a meglévő Zalalövő–Zalaegerszeg vonalszakasz átépítése volt. A bajánsenyei vonal átadása után megerősítették a pályát, hogy stabil 60 km/h sebességgel 21 tonna tengelyterheléssel le tudja bonyolítani a forgalmat. Ez csak ideiglenes megoldás volt, hasonlóan a Zalalövő–Bajánsenye szakaszhoz itt is teljesen új nyomvonalra kellett terelni a vasutat. Ez új alépítmény és felépítmény építését jelentette a meglévővel párhuzamosan, valamint új állomások építését. A felhagyott régi nyomvonalon a vágányt felszedték, a helyére kerékpárút épült.
Zalaegerszegen 2004-ben deltavágány épült, hogy a nemzetközi tehervonatok elkerülhessék a megyeszékhely vasútállomását és az ezzel járó irányváltást. A beruházás leglátványosabb eleme a 140 méter hosszú acél keresztgerendás, fúrt cölöpökre épített Zala híd.
A Zalaegerszeg-Ukk szakaszon az Európai Unió támogatásával szakaszos vágányzár mellett ívkorrekciós munkálatokat hajtottak végre 2008 folyamán, 2009 év eleji átadással. Az új pályasebesség 120 km/h lett. A vonal biztosítóberendezései is megújultak. Az Ukk-Boba szakasz felújítása 2010 közepéig tartott. Az Ukk környékéről felszedett felépítményi anyagokat 2008-ban a Szombathely–Kőszeg-vasútvonalon fektették le.

## Villamosítás
Az egyvágányú pálya kiépítésének fontosságát tovább növeli az a tény, hogy a Bajánsenye–Boba közötti szakasz az V. számú, Velence–Trieszt–Ljubljana–Budapest–Ungvár–Lviv–Moszkva útvonalat magába foglaló páneurópai vasúti közlekedési folyosó része. A fejlesztés részben európai uniós támogatással jött létre.
A több mint 27 millió eurós költségvetésű beruházás felét Brüsszel, a másik felét pedig a hazai költségvetés állta.
A Boba–Bajánsenye vonalszakasz villamosítását a BB 2007 Konzorcium nyerte és végezte el. A három tagból álló társaság vezetője a Vasútvill Kft. volt, a közös munkában a Siemens és a Kelet-Út Kft. vett még részt. A munkálatok kezdete sem volt egyszerű: kétszer a MÁV írta ki a pályázatot; először még 2004-ben, és ugyan minden esetben a Vasútvill nyert, ám a tender az első két kiírásban eredménytelen lett. A harmadik kiírást már a Nemzeti Infrastruktúra-fejlesztő Zrt. hirdette meg, és akkor is az egykori MÁV-os cég ajánlata volt a legjobb.
A kivitelezési munkákat 2008 tavaszán lehetett elkezdeni, áprilisban volt az első vágányzár. A munkálatok megfelelő ütemben folytak, és 2010. május 31-ére gyakorlatilag elkészült a teljes szakasz, amelyhez 2280 tartóoszlop, 3750 méter tartógerenda, 146 kilométer táp- és megkerülő vezeték, valamint 119 szakaszkapcsoló tartozik.
A konzorcium tehát határidőre elvégezte a feladatot. Az üzemképesre átadott szakaszon az első próbák is megtörténtek: a teljes vonal feszültség alá került. A vontatás viszont még nem indulhatott meg azonnal. El kellett végezni azokat a – projekthez szorosan nem tartozó – munkálatokat, amelyek során a hírközlési eszközöket védelem alá helyezték.
Uhrinyák László ügyvezető igazgató, hogy az építés alatt számos nehézséggel kellett megküzdeniük a munkatársaknak. Nem kis gondot okozott ugyanis, hogy nem pusztán a vasúti felsővezeték épült ki, hanem megújult a pályaszakasz és a biztosítóberendezés is. A szerelők időnként úgy dolgoztak, hogy még a sínpárok sem épültek ki, tehát előbb kellett megépíteni a villamos felsővezetéket, csak utána érkezett alá a sínpár. Ilyenkor speciális berendezésekkel és a GPS-technika segítségével lehetett pontos munkát végezni.
A pálya felújítására azért volt szükség, hogy kint a vonalon, illetve az állomások átmenő fővágányain 160 km/h sebességgel lehessen haladni. Az állomások mellékvágányain 40 km/h sebességre alkalmasak a sínpárok. Különleges feladat volt a völgyhíd és az alagút villamosítása is.
A Vasútvill Kft. részt vett a 87 egység váltófűtő berendezés kiépítésében is. Ennek eredményeként sem a havazás, sem a jegesedés nem okozhat komolyabb gondot a váltóállításkor. Elkészült a felsővezeték energia-távvezérlése is, mely az átadástól a MÁV szombathelyi diszpécserközpontjából történik. A szakaszolók a vasútállomási forgalmi állomásból is működtethetők lesznek, és kézi állításra is alkalmasak. A meglévő Zalaegerszeg-Dél 120/20 kV-os áramszolgáltatói alállomás is kibővült 2 darab 120/25 kV-os, 16 MVA teljesítményű transzformátorral, továbbá az ezekhez kapcsolódó villamos technológiai létesítményekkel.
Egy különleges epizód is színesítette a munkát. A Siemens AG egy – a világon eddig sehol nem alkalmazott – újítást vezetett be. Referenciaként építették meg egy 4 kilométeres szakasz felsővezetékét. A magyar szabványtól kissé eltérő rendszerű, újszerű technológia érdekességét az adja, hogy a Siemens által épített sok ezer kilométeres szakaszokon anyag- és költségtakarékos, ugyanakkor jobb áramszedési paramétereket biztosít, mint az eddigiek. Ilyen kis szakaszon, és a hazai viszonyokra alkalmazva, nem volt olcsóbb, viszont ennek költségeit a Siemens állta, és a hasznát más hosszú szakaszok kiépítésénél látja majd.
A teljes vonal villamosítása 2010. május 18-án fejeződött be, amelyet a Zalaegerszeg-Boba szakaszon az ívkorrekciókkal egyidejűleg kezdtek el.

## Lásd még
- Körmend–Zalalövő-vasútvonal
- Zalaegerszeg
- Muravidék